# 宇宙進化論
宇宙進化論（うちゅうしんかろん、英語: cosmogony, evolution of the universe）は、天文学の一分野として宇宙の生成と進化を研究している。

## 概要
宇宙や存在や現実の起源に関する理論である。語源はギリシア語で、「宇宙、世界」を意味するκοσμογονίαと「生まれる、起こる」を意味するγέγοναである。宇宙科学や天文学の文脈では、この用語は銀河系や太陽系の形成を意味することが多い。
自然主義の宇宙進化論を作ろうとする試みは、2つの条件によって制約される。1つは科学哲学や科学自体の認識論的制約、特に科学は「なぜ」宇宙が存在するのか問うことができるか否かという制約に基づくものである。もう1つのさらにプラグマティズム的問題は、量子重力についての試験可能な理論がないため、プランク時間以内の宇宙の存在の最初の瞬間について物理学的に説明する方法がないということである。しかし、弦理論学者は、弦理論を用いて記述する公式が得られると信じている。

## 宇宙論と宇宙進化論
宇宙進化論は、宇宙の存在全体を研究し、宇宙の起源について直接技術的な対象としない宇宙論とは区別される。しかし例えば神の存在を仮定する神学の宇宙論的証明は、宇宙論よりは宇宙進化論的である等、2つの用語の境界には曖昧なところがある。現代宇宙論は、宇宙全体の発展や特徴に関わる全ての観測結果を説明しようと試みる科学である。宇宙がどうしてこのように振る舞うのかという疑問は、物理学者や宇宙学者にとっては科学の外に置かれるが、科学理論を試験不可能な哲学や宗教の考えに外挿すること等によって推測が得られる。

## 神話的宇宙進化論
古代ギリシアの創造神話やアブラハムの宗教の創造論でも宇宙進化論について扱われている。
紀元前7世紀から6世紀頃のヘーシオドスの『神統記』によると、宇宙の起源（アルケー）は、他の全てのものを生み出した原初の女神カオスであった。オルペウス教では、時間の神クロノスがアイテールとカオスを生み出し、アイテールを他の全てを生み出した銀の卵にしたとしている。このような考えは、中近東のヴェーダの影響を受けたものである。後の哲学者は、カオスを宇宙を生み出した不確定の原理と考えるようになり、今日では「混乱」という意味を持つようになった。